# Påskjutsbroms
Påskjutsbroms är en teknik för att initiera bromsning av en släpvagn med hjälp av släpvagnens egen vikt.

## Princip

SurgeBrake2

Släpvagnens koppling 1 är monterad på ett sätt som gör att den kan glida längs med släpvagnens dragbom 4. Detta gör att dragbommens längd inte är konstant utan blir något kortare när dragfordonet bromsar. Denna skillnad i längd kan antingen påverka ett länkage 5 som i sin tur får bromsar hos släpvagnen att läggas an, alternativt kan den användas för att med en cylinder skapa ett hydrauliskt tryck som i sin tur kan användas till att bromsa släpvagnen via vanliga hydraulcylindrar i trumbromsar eller hydrauliska ok på skivbromsar.
Släpvagnar med påskjutsbroms är även försedda med parkeringsbroms vilken appliceras med handtaget 2. Vid transport skall säkerhetsvajer 3 fästas i bilen i särskild ögla avsedd för detta.
Om släpvagnen av någon anledning skulle kopplas loss under färd kommer säkerhetsvajern 3 att dra åt parkeringsbromsen 2 och därigenom bromsa släpvagnen för att minska risken för en allvarlig olycka.
Tekniken är enkel till sin konstruktion och därmed lätt att serva samt att den är tillförlitlig.

## Nackdelar
- Eftersom viss kraft krävs för att släpvagnen skall bromsas kommer dragfordonet att påverkas i viss utsträckning.
- Det finns inte något stöd för låsningsfria bromsar.
- Det finns risk för självsvängning i vissa fall, framförallt om systemet inte är väljusterat. (Tiden mellan bilens inbromsning och släpets inbromsning får inte vara för stor eftersom det då leder till ovälkomna ryck som kan skapa problem)
- Parkeringsbromsen på trailern kan vara begränsad till framåtgående rörelse för vissa konstruktioner av bromssystem, vilket kan bidra till tråkiga händelser i vissa fall[3].